# مهدی بیجاری
مهدی بیجاری (زاده آذر ۱۳۶۲، تهران) بازیکن هندبال ایرانی است که در پست خط‌زن در تیم ملی هندبال ایران بازی می‌کند.

## حضور در تیم ملی ایران
بیجاری در بازی‌های آسیایی در سال ۲۰۱۰ به همراه تیم ملی هندبال ایران، مدال نقره را به دست آورد. هم‌چنین در قهرمانی مردان آسیا در سال ۲۰۱۴ مدال برنز را به عنوان عضوی از تیم ایران کسب کرد. او در مسابقات قهرمانی جهان در سال ۲۰۱۵ نیز عضو تیم ملی بود.
بیجاری در مهر ۱۳۹۴ اعلام کرد که از تیم ملی هندبال خداحافظی کرده‌است.

### مسابقات بین‌المللی
قهرمانی آسیا
- اصفهان ۲۰۰۸[۵]
- منامه ۲۰۱۴ –  مدال برنز

بازی‌های آسیایی
- گوانگژو ۲۰۱۰ –  مدال نقره[۶]

قهرمانی جهان
- دوحه ۲۰۱۵